# Araioses Futebol Clube
Araioses Futebol Clube é um time de futebol da cidade de Araioses, no estado do Maranhão, suas cores são azul e branco.

## História
O Araioses estreou no Campeonato Maranhense da Segunda Divisão, onde foi vice-campeão e conquistou o acesso inédito à elite do Campeonato Maranhense.. Disputou a Copa São Luís. Disputou o Campeonato Maranhense de Futebol em 2014, terminando na sexta colocação e não adquirindo vaga na Copa do Nordeste de 2015.

### Primeira vitória
A primeira vitória do Araioses como profissional, aconteceu fora de casa dia 11 de agosto de 2013 contra o Itapecuruense pela Segunda Divisão do Maranhense de 2013, o resultado foi de 2 a 0. Já a primeira vitória do clube em seus domínios aconteceu em 18 de agosto contra o Sabiá, também pela Segunda Divisão do Maranhense de 2013, o jogo ficou de 1 a 0.

## Estádio
O clube manda seus jogos no Estádio Mariano Cardoso, em Araioses, com capacidade para cerca de 1.000 pessoas. O público recorde do estádio foi de 508 torcedores, que aconteceu dia 13 de fevereiro pelas semifinais do 1º Turno do Campeonato Maranhense de 2014 contra o Sampaio Corrêa, o resultado foi de 2 a 1 para a equipe visitante.
A equipe já realizou treze jogos, desde de sua profissionalização, no Cardosão, sendo sete vitórias, dois empates e três derrotas.

## Títulos

### Estaduais
- Segunda Divisão do Campeonato Maranhense: vice-campeão em 2013

## Desempenho em competições

### Campeonato Maranhense
| Ano  | Posição        |
| ---- | -------------- |
| 2014 | 6º             |
| 2015 | 6º             |
| 2016 | 8º (Rebaixado) |

### Campeonato Maranhense - Segunda Divisão
| Ano  | Posição           |
| ---- | ----------------- |
| 2013 | 2º (Vice-campeão) |

### Copa São Luís
| Ano  | Posição |
| ---- | ------- |
| 2013 | 6º      |

## Últimos jogos
Campeonato Maranhense
- Araioses 0 X 3 Santa Quitéria
- Balsas 1 X 0 Araioses
- Araioses 1 X 0 Maranhão
- Sampaio 2 X 0 Araioses
- Araioses 3 X 0 Bacabal

## Torcidas Organizadas
- Guerreiros da Águia

## Rivalidade
Itapecuruense

## Hino
O Hino do clube é o mesmo hino do município de Araioses, que foi escrito por Raimundo Nonato das Chagas.